# Francisco Xavier da Costa Aguiar de Andrada
Francisco Xavier da Costa Aguiar de Andrada, primeiro e único Barão de Aguiar de Andrada GCC (São Paulo, 1822 — Washington, 25 de março de 1893) foi um magistrado e diplomata brasileiro, tendo sido embaixador plenipotenciário em diversas ocasiões.
Filho de Francisco Xavier da Costa Aguiar de Andrada (1785 - 26 de Dezembro de 1850) e de sua mulher e prima-irmã Maria Zelinda de Andrada (São Paulo, 1794 -?), e irmão da Baronesa de Penedo. Casou-se com sua duas vezes prima-irmã Jesuína da Costa Aguiar de Andrada (1824 -?), filha de seu tio paterno, o conselheiro José Ricardo da Costa Aguiar de Andrada (Santos, 15 de Outubro de 1787 - Rio de Janeiro, 23 de Junho de 1846), e de sua mulher Jesuína Rita de Sousa Moreira. Os pais de ambos eram filhos de Francisco Xavier da Costa Aguiar e de sua mulher Bárbara Joaquina de Andrada (1766 - 16 de Agosto de 1840), irmã de José Bonifácio de Andrada e Silva, e a mãe dele era filha natural dum irmão do mesmo, Patrício Manuel Bueno de Andrada (24 de Março de 1760 - 8 de Fevereiro de 1847).
Foi Ministro Plenipotenciário em Portugal, embaixador do Brasil no Uruguai e sucedeu ao Conselheiro Lafayette Rodrigues Pereira na presidência dos Tribunais Arbitrais Anglo-Chileno, Ítalo-Chileno, Franco-chileno e Germânico-Chileno estabelecidos em Santiago por ocasião da Guerra do Pacífico do Chile contra o Peru e Bolívia.
Morreu durante uma missão diplomática em Washington, a qual tratava da Questão das Missões.

## Títulos nobiliárquicos e honrarias
Agraciado com as Grã-Cruzes da Imperial Ordem da Rosa, da Real Ordem Militar de Nosso Senhor Jesus Cristo, da Imperial Ordem da Coroa de Ferro e da Ordem de Medjidié, além de ter sido conselheiro imperial.
Barão de Aguiar de Andrada
Título conferido por decreto imperial em 3 de maio de 1876.